# Procarduelis nipalensis
O pintarroxo-escuro, Procarduelis nipalensis é uma espécie de ave da família Fringillidae.
Pode ser encontrada nos seguintes países: Butão, China, Índia, Laos, Myanmar, Nepal, Paquistão, Tailândia e Vietname.
Os seus habitats naturais são: florestas boreais e matagal tropical ou subtropical de alta altitude.